# Campeonato Europeo de Baloncesto Masculino de 1955
La 9.ª edición del Campeonato Europeo de Baloncesto se celebró en Hungría del 7 de junio al 19 de junio de 1955. El torneo contó con la participación de 18 selecciones nacionales.
La medalla de oro fue para la selección de Hungría , la medalla de plata fue para la selección de Checoslovaquia y la medalla de bronce para la selección de la Unión Soviética.

## Grupos
Los 18 equipos participantes fueron divididos en cuatro grupos de la forma siguiente:
| Grupo A    | Grupo B   | Grupo C         | Grupo D             |
| ---------- | --------- | --------------- | ------------------- |
| Inglaterra | Finlandia | Luxemburgo      | Bulgaria            |
| Francia    | Italia    | Rumania         | Alemania Occidental |
| Yugoslavia | Turquía   | Suecia          | Dinamarca           |
| Austria    | Hungría   | Suiza           | Checoslovaquia      |
| Polonia    |           | Unión Soviética |                     |

## Primera fase

### Grupo A
| Equipo     | J | G | P | T+  | T-  | DT   | PTS |
| ---------- | - | - | - | --- | --- | ---- | --- |
| Polonia    | 4 | 4 | 0 | 346 | 213 | +133 | 8   |
| Yugoslavia | 4 | 3 | 1 | 270 | 220 | +50  | 7   |
| Francia    | 4 | 2 | 2 | 261 | 203 | +58  | 6   |
| Austria    | 4 | 1 | 3 | 236 | 268 | −32  | 5   |
| Inglaterra | 4 | 0 | 4 | 195 | 404 | −209 | 4   |

| Fecha    | Partido    | Partido | Partido    | Resultado |
| -------- | ---------- | ------- | ---------- | --------- |
| 07.06.55 | Francia    | -       | Austria    | 72-56     |
| 07.06.55 | Polonia    | -       | Yugoslavia | 69-64     |
| 08.06.55 | Polonia    | -       | Austria    | 80-50     |
| 08.06.55 | Inglaterra | -       | Francia    | 50-97     |
| 09.06.55 | Inglaterra | -       | Polonia    | 44-140    |
| 09.06.55 | Yugoslavia | -       | Austria    | 68-61 OT  |
| 10.06.55 | Yugoslavia | -       | Inglaterra | 98-53     |
| 10.06.55 | Francia    | -       | Polonia    | 55-57     |
| 11.06.55 | Austria    | -       | Inglaterra | 69-48     |
| 11.06.55 | Francia    | -       | Yugoslavia | 37-40     |

### Grupo B
| Equipo    | J | G | P | T+  | T-  | DT  | PTS |
| --------- | - | - | - | --- | --- | --- | --- |
| Hungría   | 3 | 3 | 0 | 235 | 171 | +64 | 6   |
| Italia    | 3 | 2 | 1 | 232 | 197 | +35 | 5   |
| Turquía   | 3 | 1 | 2 | 201 | 218 | -17 | 4   |
| Finlandia | 3 | 0 | 3 | 183 | 265 | -82 | 3   |

| Fecha    | Partido   | Partido | Partido   | Resultado |
| -------- | --------- | ------- | --------- | --------- |
| 08.06.55 | Italia    | -       | Turquía   | 86-63     |
| 08.06.55 | Hungría   | -       | Finlandia | 94-58     |
| 09.06.55 | Finlandia | -       | Turquía   | 66-83     |
| 09.06.55 | Hungría   | -       | Italia    | 75-58     |
| 10.06.55 | Italia    | -       | Finlandia | 88-59     |
| 10.06.55 | Turquía   | -       | Hungría   | 55-66     |

### Grupo C
| Equipo          | J | G | P | T+  | T-  | DT   | PTS |
| --------------- | - | - | - | --- | --- | ---- | --- |
| Unión Soviética | 4 | 4 | 0 | 372 | 179 | +193 | 8   |
| Rumania         | 4 | 3 | 1 | 280 | 210 | +70  | 7   |
| Suiza           | 4 | 2 | 2 | 233 | 252 | −19  | 6   |
| Suecia          | 4 | 1 | 3 | 189 | 314 | −125 | 5   |
| Luxemburgo      | 4 | 0 | 4 | 179 | 298 | −119 | 4   |

| Fecha    | Partido         | Partido | Partido         | Resultado |
| -------- | --------------- | ------- | --------------- | --------- |
| 07.06.55 | Suecia          | -       | Suiza           | 52-72     |
| 07.06.55 | Luxemburgo      | -       | Unión Soviética | 36-103    |
| 08.06.55 | Suecia          | -       | Luxemburgo      | 54-53     |
| 08.06.55 | Rumania         | -       | Unión Soviética | 63-79     |
| 09.06.55 | Suiza           | -       | Luxemburgo      | 73-50     |
| 09.06.55 | Rumania         | -       | Suecia          | 86-52     |
| 10.06.55 | Unión Soviética | -       | Suecia          | 103-31    |
| 10.06.55 | Suiza           | -       | Rumania         | 39-63     |
| 11.06.55 | Rumania         | -       | Luxemburgo      | 68-40     |
| 11.06.55 | Unión Soviética | -       | Suiza           | 87-49     |

### Grupo D
| Equipo              | J | G | P | T+  | T-  | DT   | PTS |
| ------------------- | - | - | - | --- | --- | ---- | --- |
| Checoslovaquia      | 3 | 3 | 0 | 286 | 161 | +125 | 6   |
| Bulgaria            | 3 | 2 | 1 | 272 | 160 | +112 | 5   |
| Alemania Occidental | 3 | 1 | 2 | 171 | 246 | −75  | 4   |
| Dinamarca           | 3 | 0 | 3 | 97  | 259 | −162 | 3   |

| Fecha    | Partido             | Partido | Partido             | Resultado |
| -------- | ------------------- | ------- | ------------------- | --------- |
| 08.06.55 | Bulgaria            | -       | Dinamarca           | 107-33    |
| 08.06.55 | Alemania Occidental | -       | Checoslovaquia      | 65-113    |
| 09.06.55 | Bulgaria            | -       | Alemania Occidental | 97-54     |
| 09.06.55 | Checoslovaquia      | -       | Dinamarca           | 100-28    |
| 10.06.55 | Dinamarca           | -       | Alemania Occidental | 36-52     |
| 10.06.55 | Checoslovaquia      | -       | Bulgaria            | 73-68     |

## Puestos 9 a 18

### Grupo 1
| Equipo              | J | G | P | T+  | T-  | DT  | PTS |
| ------------------- | - | - | - | --- | --- | --- | --- |
| Finlandia           | 4 | 4 | 0 | 279 | 203 | +76 | 8   |
| Inglaterra          | 4 | 2 | 2 | 220 | 262 | −42 | 6   |
| Suiza               | 4 | 2 | 2 | 194 | 199 | −5  | 6   |
| Austria             | 4 | 1 | 3 | 184 | 213 | -29 | 5   |
| Alemania Occidental | 4 | 1 | 3 | 196 | 196 | 0   | 5   |

| Fecha    | Partido             | Partido | Partido             | Resultado |
| -------- | ------------------- | ------- | ------------------- | --------- |
| 12.06.55 | Alemania Occidental | -       | Inglaterra          | 67-50     |
| 12.06.55 | Finlandia           | -       | Austria             | 55-49     |
| 13.06.55 | Alemania Occidental | -       | Finlandia           | 53-65     |
| 13.06.55 | Suiza               | -       | Austria             | 65-41     |
| 14.06.55 | Inglaterra          | -       | Finlandia           | 60-94     |
| 14.06.55 | Suiza               | -       | Alemania Occidental | 35-34     |
| 16.06.55 | Inglaterra          | -       | Suiza               | 59-53     |
| 16.06.55 | Austria             | -       | Alemania Occidental | 46-42     |
| 17.06.55 | Austria             | -       | Inglaterra          | 48-51     |
| 17.06.55 | Finlandia           | -       | Suiza               | 65-41     |

### Grupo 2
| Equipo     | J | G | P | T+  | T-  | DT   | PTS |
| ---------- | - | - | - | --- | --- | ---- | --- |
| Francia    | 4 | 4 | 0 | 314 | 130 | +184 | 8   |
| Turquía    | 4 | 3 | 1 | 279 | 188 | +91  | 7   |
| Luxemburgo | 4 | 2 | 2 | 200 | 246 | −46  | 6   |
| Suecia     | 4 | 1 | 3 | 192 | 277 | −85  | 5   |
| Dinamarca  | 4 | 0 | 4 | 131 | 275 | −144 | 4   |

| Fecha    | Partido    | Partido | Partido    | Resultado |
| -------- | ---------- | ------- | ---------- | --------- |
| 12.06.55 | Turquía    | -       | Luxemburgo | 72-59     |
| 12.06.55 | Dinamarca  | -       | Suecia     | 41-51     |
| 13.06.55 | Francia    | -       | Suecia     | 84-36     |
| 13.06.55 | Turquía    | -       | Dinamarca  | 82-33     |
| 14.06.55 | Luxemburgo | -       | Dinamarca  | 46-31     |
| 14.06.55 | Francia    | -       | Turquía    | 50-38     |
| 16.06.55 | Suecia     | -       | Turquía    | 46-87     |
| 16.06.55 | Luxemburgo | -       | Francia    | 30-84     |
| 17.06.55 | Suecia     | -       | Luxemburgo | 59-65     |
| 17.06.55 | Dinamarca  | -       | Francia    | 26-96     |

### 17.º puesto
| Fecha    | Partido             | Partido | Partido   | Resultado |
| -------- | ------------------- | ------- | --------- | --------- |
| 18.06.55 | Alemania Occidental | -       | Dinamarca | 51-49     |

### Puestos del 13 al 16
|  | Puestos del 13 al 16 | Puestos del 13 al 16 |    |            | Puesto 13 | Puesto 13 |  |
|  |                      |                      |    |            |           |           |  |
|  |                      |                      |    |            |           |           |  |
|  |                      |                      |    |            |           |           |  |
|  | Luxemburgo           | 55                   |    |            |           |           |  |
|  | Austria              | 80                   |    |            |           |           |  |
|  |                      |                      |    |            |           |           |  |
|  |                      |                      |    |            |           |           |  |
|  |                      |                      |    |            | Austria   | 52        |  |
|  |                      | Suiza                | 47 |            |           |           |  |
|  |                      |                      |    |            |           |           |  |
|  |                      |                      |    |            |           |           |  |
|  |                      |                      |    |            | Puesto 15 |           |  |
|  |                      |                      |    |            |           |           |  |
|  | Suiza                | 54                   |    | Luxemburgo | 56        |           |  |
|  | Suecia               | 43                   |    |            | Suecia    | 52        |  |

| Fecha    | Partido    | Partido | Partido | Resultado |
| -------- | ---------- | ------- | ------- | --------- |
| 18.06.55 | Luxemburgo | -       | Austria | 55-80     |
| 18.06.55 | Suiza      | -       | Suecia  | 54-43     |

#### 15.º puesto
| Fecha    | Partido    | Partido | Partido | Resultado |
| -------- | ---------- | ------- | ------- | --------- |
| 19.06.55 | Luxemburgo | -       | Suecia  | 56-52     |

#### 13.º puesto
| Fecha    | Partido | Partido | Partido | Resultado |
| -------- | ------- | ------- | ------- | --------- |
| 19.06.55 | Austria | -       | Suiza   | 52-47     |

### Puestos del 9 al 12
|  | Puestos del 9 al 12 | Puestos del 9 al 12 |    |         | Puesto 9   | Puesto 9 |  |
|  |                     |                     |    |         |            |          |  |
|  |                     |                     |    |         |            |          |  |
|  |                     |                     |    |         |            |          |  |
|  | Francia             | 103                 |    |         |            |          |  |
|  | Inglaterra          | 55                  |    |         |            |          |  |
|  |                     |                     |    |         |            |          |  |
|  |                     |                     |    |         |            |          |  |
|  |                     |                     |    |         | Finlandia  | 48       |  |
|  |                     | Francia             | 65 |         |            |          |  |
|  |                     |                     |    |         |            |          |  |
|  |                     |                     |    |         |            |          |  |
|  |                     |                     |    |         | Puesto 11  |          |  |
|  |                     |                     |    |         |            |          |  |
|  | Finlandia           | 55                  |    | Turquía | 77         |          |  |
|  | Turquía             | 54                  |    |         | Inglaterra | 54       |  |

| Fecha    | Partido   | Partido | Partido    | Resultado |
| -------- | --------- | ------- | ---------- | --------- |
| 18.06.55 | Francia   | -       | Inglaterra | 103-55    |
| 18.06.55 | Finlandia | -       | Turquía    | 55-54     |

#### 11.º puesto
| Fecha    | Partido | Partido | Partido    | Resultado |
| -------- | ------- | ------- | ---------- | --------- |
| 19.06.55 | Turquía | -       | Inglaterra | 77-54     |

#### 9.º puesto
| Fecha    | Partido   | Partido | Partido | Resultado |
| -------- | --------- | ------- | ------- | --------- |
| 19.06.55 | Finlandia | -       | Francia | 48-65     |

## Fase final

### Puestos 1 a 8
| Equipo          | J | G | P | T+  | T-  | DT  | PTS |
| --------------- | - | - | - | --- | --- | --- | --- |
| Hungría         | 7 | 6 | 1 | 514 | 427 | +87 | 13  |
| Checoslovaquia  | 7 | 5 | 2 | 533 | 447 | +86 | 12  |
| Unión Soviética | 7 | 5 | 2 | 538 | 467 | +71 | 12  |
| Bulgaria        | 7 | 4 | 3 | 483 | 465 | +18 | 11  |
| Polonia         | 7 | 3 | 4 | 461 | 516 | −55 | 10  |
| Italia          | 7 | 2 | 5 | 434 | 510 | −76 | 9   |
| Rumania         | 7 | 2 | 5 | 473 | 516 | −43 | 9   |
| Yugoslavia      | 7 | 1 | 6 | 397 | 485 | −88 | 8   |

| Fecha    | Partido         | Partido | Partido         | Resultado |
| -------- | --------------- | ------- | --------------- | --------- |
| 12.06.55 | Polonia         | -       | Rumania         | 56-69     |
| 12.06.55 | Bulgaria        | -       | Yugoslavia      | 84-66     |
| 12.06.55 | Hungría         | -       | Checoslovaquia  | 65-75     |
| 12.06.55 | Italia          | -       | Unión Soviética | 48-54     |
| 13.06.55 | Checoslovaquia  | -       | Yugoslavia      | 49-52     |
| 13.06.55 | Rumania         | -       | Italia          | 70-73 OT  |
| 13.06.55 | Unión Soviética | -       | Bulgaria        | 82-62     |
| 13.06.55 | Hungría         | -       | Polonia         | 98-66     |
| 14.06.55 | Bulgaria        | -       | Rumania         | 73-46     |
| 14.06.55 | Italia          | -       | Hungría         | 65-81     |
| 14.06.55 | Polonia         | -       | Checoslovaquia  | 72-68     |
| 14.06.55 | Yugoslavia      | -       | Unión Soviética | 52-75     |
| 16.06.55 | Rumania         | -       | Yugoslavia      | 93-68     |
| 16.06.55 | Checoslovaquia  | -       | Unión Soviética | 81-74     |
| 16.06.55 | Hungría         | -       | Bulgaria        | 69-59     |
| 16.06.55 | Polonia         | -       | Italia          | 67-59     |
| 17.06.55 | Bulgaria        | -       | Polonia         | 62-57     |
| 17.06.55 | Yugoslavia      | -       | Hungría         | 34-48     |
| 17.06.55 | Italia          | -       | Checoslovaquia  | 48-96     |
| 17.06.55 | Unión Soviética | -       | Rumania         | 84-66     |
| 18.06.55 | Polonia         | -       | Yugoslavia      | 67-59     |
| 18.06.55 | Checoslovaquia  | -       | Rumania         | 91-69     |
| 18.06.55 | Unión Soviética | -       | Hungría         | 68-82     |
| 18.06.55 | Italia          | -       | Bulgaria        | 72-76     |
| 19.06.55 | Yugoslavia      | -       | Italia          | 66-69     |
| 19.06.55 | Unión Soviética | -       | Polonia         | 101-76    |
| 19.06.55 | Bulgaria        | -       | Checoslovaquia  | 67-73     |
| 19.06.55 | Hungría         | -       | Rumania         | 71-60     |

## Medallero
|         |                |                 |
| Hungría | Checoslovaquia | Unión Soviética |

## Clasificación final
| 1. - Hungría 9-1              |
| 2. - Checoslovaquia 8-2       |
| 3. - Unión Soviética 9-2      |
| 4. - Bulgaria 6-4             |
| 5. - Polonia 7-4              |
| 6. - Italia 4-6               |
| 7. - Rumania 5-6              |
| 8. - Yugoslavia 4-7           |
| 9. - Francia 8-2              |
| 10. - Finlandia 5-4           |
| 11. - Turquía 5-4             |
| 12. - Inglaterra 2-8          |
| 13. - Austria 4-6             |
| 14. - Suiza 5-5               |
| 15. - Luxemburgo 3-7          |
| 16. - Suecia 2-8              |
| 17. - Alemania Occidental 3-5 |
| 18. - Dinamarca 0-8           |

## Trofeos individuales

### Mejor jugadorMVP
- János Greminger

## Plantilla de los 4 primeros clasificados
1.Hungría: János Greminger, Tibor Mezőfi, László Tóth, Tibor Zsíros, László Bánhegyi, János Hódi, László Hódi, Pál Bogár, Péter Papp, János Simon, Tibor Czinkán, Tibor Cselkó, János Dallos, János Bencze (Entrenador: János Páder)
2.Checoslovaquia: Ivan Mrázek, Jiří Baumruk, Zdeněk Bobrovský, Miroslav Škeřik, Jan Kozák, Jaroslav Šíp, Radoslav Sís, Zdeněk Rylich, Dušan Lukašík, Jaroslav Tetiva, Lubomír Kolář, Jiří Matoušek, Milan Merkl, Evžen Horňák (Entrenador: Josef Fleischlinger)
3.Unión Soviética: Otar Korkia, Anatoly Kónev, Aleksandr Moiséyev, Mijaíl Semiónov, Arkadij Bočkarëv, Yuri Ozerov, Kazimieras Petkevičius, Algirdas Lauritėnas, Gunārs Siliņš, Vladimir Torban, Víktor Vlásov, Stasys Stonkus, Mart Laga, Lev Reshétnikov (Entrenador: Konstantín Travin)
4.Bulgaria: Georgi Panov, Viktor Radev, Ilija Mirchev, Vladimir Ganchev, Konstantin Totev, Tsvjatko Barchovski, Gencho Rashkov, Metodi Tomovski, Vasil Manchenko, Emanuil Gjaurov, Anton Kuzov, Tonko Rajkov, Ljubomir Panov (Entrenador: Bozhidar Takev)